# Landgericht (Schwäbische Alb)
Landgericht heißt eine Gegend westlich von Ehingen (Donau) auf der Schwäbischen Alb. Es handelt sich um eine Hochfläche zwischen Lautertal und Schmiechtal im Alb-Donau-Kreis. Die Gemeinde Lauterach und die nach Ehingen eingemeindeten Dörfer Mundingen, Altsteußlingen und Kirchen bilden ihre Eckpunkte.

## Geschichte
Südöstlich von Mundingen befand sich um 1200 die Gerichtsstätte der Grafen von Wartstein, woran heute noch so genannte „Landgerichtsbuchen“ und ein Gedenkstein erinnern und wovon sich der Name ableitet. Die adlige Ortsherrschaft hielt hier unter freiem Himmel Gerichtstage ab, bis der Habsburgerkönig Albrecht I. vor 1300 die kleine Grafschaft erwarb. Die Ehinger Oberamtsbeschreibung von 1826 nennt die Stelle „ein nicht unmerkwürdiges Denkmal deutschen Alterthums“. Die Flur östlich von diesem Platz trägt den Namen „Totenbuch“.

## Naturschutz
Das Gebiet ist nach der Fauna-Flora-Habitat-Richtlinie mit der Bezeichnung Großes Lautertal und Landgericht als FFH-Gebiet geschützt.  Teile des Gebiets stehen unter Landschaftsschutz. Drei bemerkenswerte, große Trichterdolinen auf einem bewaldeten Bergrücken etwa 500 Meter nordöstlich der Landgerichtsbuchen sind als Naturdenkmal geschützt.

## Geologie
Tertiäre Süßwasserkalke und Kalkmergel der Oberen Süßwassermolasse mit einer Mächtigkeit von bis zu 60 m überlagern auf dem Bergrücken des Landgerichts das Juragestein. Im Übergangsbereich zum Jura gibt es schmale Streifen Sande und Mergel der Brackwassermolasse und der Unteren Süßwassermolasse. Im Bachtal nördlich von Schloss Mochental treten mehrere Schichtquellen zutage, deren Wasserläufe rasch wieder im Karstuntergrund versickern.